# Nannotrigona punctata
Nannotrigona punctata är en biart som först beskrevs av Smith 1854.  Nannotrigona punctata ingår i släktet Nannotrigona och familjen långtungebin. Inga underarter finns listade i Catalogue of Life.